# Stoke Canon
Stoke Canon – wieś i civil parish w Anglii, w Devon, w dystrykcie East Devon. W 2011 civil parish liczyła 654 mieszkańców. Stoke Canon jest wspomniana w Domesday Book (1086) jako Stoche/Stocha.